# Jan Abrahamsz Beerstraaten
Jan Abrahamsz Beerstraaten (1622 – 1666) var en hollandsk maler.
Der findes flere malere med navnet Beerstraten, formodentlig tillhørende samme familie, men slægtskabet mellem disse er endnu ikke udredt. Jan Beerstraaten arbejdede i Amsterdam, og malede for det meste havne, vintermotiver, søslag og arkitekturstykker.
Nogle af hans malerier findes på Nationalmuseet og Kunstmuseet i København.